# Hesje van Rijk
Esther "Hesje" van Rijk (Rotterdam, 6 juni 1885 – Amsterdam, 12 mei 1968) was een Nederlands actrice. 

## Levensloop
Ze was dochter van Elisabeth van Rijk (1948-1909; vader onbekend). Moeder was zuster van de veel bekendere actrice Esther de Boer-van Rijk (in haar jonge jaren Hesje genoemd), die ook wel optrad als pleegmoeder van Hesje. Van Rijk was in 1903 voor het eerst verbonden aan de Nederlandse Toneelvereniging. In de beginperiode van het bestaan van Het Schouwtooneel speelde ze nooit op de voorgrond. Doch op de plek die haar was toebedeeld speelde zij uitzonderlijk. Van Rijk wist het publiek enorm te boeien door haar inlevingsvermogen in de personages die zij speelde.
Samen met Het Schouwtooneel heeft Van Rijk ook bij de hoorspelkern gezeten, onder andere in het hoorspel "Het kind van de buurvrouw", daar vertolkte ze de moeder van Lien en Kay als Mevrouw Scheffer.
Van Rijk trad in 1913 in het huwelijk met acteur Carel Rijken (1888-1978), die ze op het podium had leren kennen.

## Trivia
Bij Het Schouwtooneel was ook Ko van Dijk sr. en diens echtgenote Jetty Riecker aangesloten. Dit zijn de ouders van Ko van Dijk jr. (ook hij zat bij Het Schouwtooneel).